# Llista de concerts de Haydn
Aquesta és la llista dels concerts escrits pel compositor del Classicisme Franz Joseph Haydn, que s'inclouen als apartats VII (la majoria d'ells), XIII (els de tecla) i XVIII (els que són per a baríton) del "Hoboken-Verzeichnis" (Catàleg Hoboken) de les obres de Haydn que en va fer Anthony van Hoboken.

## Concerts per aviolí
- Hob. VIIa:1 en do major (abans de 1765)
- Hob. VIIa:2 en re major (1765, perdut)[1]
- Hob. VIIa:3 en la major (anterior a 1770)
- Hob. VIIa:4 en sol major (1769)

Els altres concerts (Hob. VIIa:A1/B1/B2/D1/G1) són obres espúries.

## Concerts per avioloncel
- Hob. VIIb:1 en do major (entre 1761 i 1765)
- Hob. VIIb:2 en re major (1783)
- Hob. VIIb:3 en do major (1780?, perdut)[1]
- Hob. VIIb:4 en re major (de Giovanni Battista Costanzi ?, 1772)
- Hob. VIIb:5 en do major (de David Popper ?, 1899)
- Hob. VIIb:g1 en sol menor (abans de 1773, dubtós, perdut)

 Primer moviment del concert número 2 per a violoncel i orquestra, amb John Michel com a solista (?·pàg.)
 Tercer moviment del concert número 2 per a violoncel i orquestra, amb John Michel com a solista (?·pàg.)

## Concerts per abaríton
Són tres concerts per a baríton dels quals es coneix l'existència però que resten perduts.
- Hob. XIII:1 en re major (abans de 1770)
- Hob. XIII:2 en re major (abans de 1770)
- Hob. XIII:3 per a 2 barítons en re major (abans de 1770)

## Concert per acontrabaix
- Hob. VIIc:1 en re major (perdut)[1]

## Concerts per atrompa
- Hob. VIId:1 en re major (1765, perdut)
- Hob. VIId:2 per a 2 trompes en mi bemoll major (abans de 1760, perdut)
- Hob. VIId:3 Concert per a trompa número 1 en re major (1762)
- Hob. VIId:4 Concert per a trompa número 2 en re major (1781)

## Concert per atrompeta
- Hob. VIIe:1 en mi bemoll major (1796) moviments: 1. Allegro 2. Andante 3. Allegro.

## Concert per aflauta travessera
- Hob. VIIf:1 en re major (abans de 1780?, perdut)[1]

Un altre concert per a flauta (Hob. VIIf:D1) és obra de Leopold Hofmann.

## Concert per aoboè
- Hob VIIg:C1 en do major (1790, obra espúria).

## Concerts per a 2 "Lyra organizzata" (viola de roda)
Aquests concerts van ser escrits per al rei Ferran I de les dues sicílies l'instrument favorit del qual era la "Lyra organizzata" -- un instrument semblant a la (viola de roda. Modernament, aquests concerts s'han interpretat sovint amb flauta i oboè o bé amb dues flautes com a solistes.
- Hob. VIIh:1 en do major (1786)
- Hob. VIIh:2 en sol major (1786)
- Hob. VIIh:3 en sol major (1786)
- Hob. VIIh:4 en fa major (1786)
- Hob. VIIh:5 en fa major (1786)

Són concerts de cambra per a 9 instruments: 2 "lyra", 2 trompes, 2 violins, 2 violes i baix.

## Concerts per a instruments de tecla
No se sap si Haydn a escriure aquestes peces pensant en el clavicèmbal, en el orgue o en el piano.
- Hob.XVIII:1 Concert per a piano en do major (també per a orgue, 1767) 1. Allegro moderato 2. Largo 3. Allegro molto
- Hob.XVIII:2 Concert per a piano en re major (1765) 1. Allegro moderato 2. Adagio 3. Allegro
- Hob.XVIII:3 Concert per a piano en fa major (1782) 1. Allegretto 2. Largo 3. Presto
- Hob.XVIII:4 Concert per a piano en sol major (abans de 1782) 1. Allegro moderato 2. Adagio 3. Rondo Presto
- Hob.XVIII:5 Concert per a piano en do major (abans de 1763) 1. Moderato (també. Allegro moderato) 2. Andante 3. Allegro
- Hob.XVIII:6 Concert per a piano en fa major (1766) 1. Allegro moderato 2. Largo 3. Allegro
- Hob.XVIII:7 Concert per a piano en fa major (1766) 1. Moderato 2. Adagio 3. Allegro
- Hob.XVIII:8 Concert per a piano en sol major (abans de 1766) 1. Allegro moderato 2. Adagio 3. Finale, Allegro
- Hob.XVIII:9 Concert per a piano en sol major (abans de 1767) 1. Allegro 2. Adagio 3. Tempo di Menuetto
- Hob.XVIII:10 Concert per a piano en do major (abans de 1771) 1. (sense indicació de tempo) 2. Adagio 3. Allegro
- Hob.XVIII:11 Concert per a piano en re major (1782) 1. Vivace 2. Un poco Adagio 3. Rondo all'Ungarese. Allegro assai

- Els altres concerts (Hob.XVIII:Es1/F1/F2/F3/G1/G2) no són obres autèntiques de Haydn.